# آبشار یاربیلگونگ
آبشار یاربیلگونگ (به انگلیسی: Yarrbilgong Falls) آبشاری است که در کوئینزلند، استرالیا واقع شده و ارتفاع کلی ریزشگاه آن ۱۵۰ است.